# Jakob Rongen

Jakob Rongen

Jakob Rongen (* 5. August 1887 in Mönchengladbach; † 29. August 1970 ebenda) war ein deutscher Politiker.
Rongen entstammte einer katholischen Familie aus Westfalen. Nach dem Besuch der Volksschule absolvierte Rongen eine Tischlerlehre, die er mit der Meisterprüfung abschloss. 
In der Weimarer Republik engagierte Rongen sich in der Zentrumspartei. Bei der Reichstagswahl vom September 1930 wurde Rongen als Kandidat des Zentrums für den Wahlkreis 23 (Düsseldorf-West) in den Reichstag gewählt, dem er bis zu den Wahlen vom Juli 1932 angehörte.